# Tawwabun
Die Tawwabun bzw. Tawwābūn (arabisch التوّابون at-tawwābūn ‚die Büßer, die Bußfertigen‘) waren eine gegen die Umayyaden gerichtete alidische revolutionäre Bewegung, die vor allem in Kufa entstand. Die Bewegung der Anhänger des schiitischen Märtyrers Hossein (Hoseyn) trat zuerst 680 in Erscheinung. Die Bewegung gilt als der eigentliche Ursprung des schiitischen Islams.
Im Gegensatz zu anderen schiitischen Bewegungen proklamierte sie keinen Imam.
Die fünf Führer der Bewegung waren Sulaiman ibn Surad al-Chuza'i, Musaiyab ibn Nadschaba al-Fazari, Abdullah ibn Sad ibn Nufail al-Azdi, Abdulla ibn Walin al-Taimi und Rifa' ibn Schaddad al-Badschali.

„Am Anfang stand anscheinend das Bewußtsein schiitischer Parteigänger in Kufa, Hoseyn bei Kerbela im Stich gelassen zu haben. Im Herbst des Jahres 684 zog eine Gruppe von «Büßern», um sich selbst zu opfern, von Kufa nach Kerbela. Die Teilnehmer wurden Anfang Januar 685 auch tatsächlich mit wenigen Ausnahmen von umayyadischen Truppen getötet. Die Bereitschaft zum Selbstopfer, verbunden mit der Klage über das Schicksal der Imame, sind bis heute die hervorstechendsten Merkmale zwölferschiitischer Religiosität geblieben.“

## Historische Quellen (Auswahl)
- Tārīch at-tabarī (Tabari)[5]
- Tadjārib al-umam (Ibn Miskawayh)
- Ansāb al-aschrāf (Baladhuri)